# Dugommier
Dugommier este o stație de metrou din Paris, situată pe linia 6, în arondismentul 12.

## Numele stației
Stația este inaugurată în anul 1909 sub numele de Charenton (conform numelui străzii). Numele definitiv îl capătă pe data de 12 iulie 1939, probabil cu scopul de a evita confuziile cauzate de prelungirea liniei 8 către Charenton-le-Pont (construcție în curs la acea dată).
Numele stației este în legătură directă cu strada Dugommier al cărei nume îi celebrează pe Jacques François Dugommier (1738-1794, pe numele său adevărat Coquille), general francez, deputat, care a condus trupele franceze ce au recucerit orașul Toulon. El a mai obținut o victorie decisivă și în bătălia de la Boulou, în mai 1794, apoi a fost ucis în a doua luptă de la Muga, în novembre 1794.

## Împrejurimi
- Primăria arondismentului 12
- Promenade plantée și grădina Reuilly